# بخش زرق‌آباد
بخش زرق‌آباد، یکی از بخش‌های شهرستان اسفراین در استان خراسان شمالی ایران است. مرکز این بخش، روستای زرق‌آباد است.

## تقسیمات کشوری
- بخش زرق‌آباد
  - دهستان دامنکوه
  - دهستان زرق‌آباد

## جمعیت
بر پایه سرشماری عمومی نفوس و مسکن در سال ۱۳۹۵، جمعیت بخش زرق‌آباد برابر با ۱۱٬۸۷۱ نفر بوده‌است. از طوایف مهم این منطقه می توان به خاندان های امینی و اسدی و ناصری اشاره کرد .